# Vavřinec (okres Blansko)
Vavřinec je obec na jihovýchodě Moravy v Jihomoravském kraji, 40 km severovýchodně od Brna. Žije zde 896 obyvatel. 

## Části obce
- Nové Dvory
- Punkevní žleb
- Suchdol
- Vavřinec
- Veselice

## Historie
Nejstarší zmínka o Vavřinci je z roku 1374, kdy byl součástí petrovského statku. O Suchdole je první zmínka z počátku 14. století, kdy se připomíná jako majetek blanenského panství. Od roku 1960 jsou jednou územní samosprávnou jednotkou se sídlem obecního úřadu ve Vavřinci.
Počátkem 17. století bylo ve Vavřinci 18 domů, po třicetileté válce z nich bylo 8 pustých. V roce 1846 šlo o 46 domů a 275 obyvatel. Roku 1900 v obci žilo 458 obyvatel.
K 29. červnu 2018 byly zřízeny části obce Nové Dvory a Punkevní žleb.

## Poloha a zajímavosti
Uvedená sídla se nachází na zvlněné náhorní rovně v severní části CHKO Moravský kras nad Pustým žlebem. Na území obce se nachází zřícenina hradu Blansek, který sloužil při osidlování území obce v polovině 13. století, formou „vnější kolonizace“, prováděné olomouckým biskupem Brunem ze Schauenburku, jako „manské“ sídlo správce území.
Na území obce se dále nacházejí vstupy do Punkevní jeskyně, Kateřinské jeskyně a největšího jeskynního systému v ČR – Amatérské jeskyně. Na nejvyšším bodě na území obce na kopci Podvrší stojí telekomunikační věž, která nese název podle kopce, zbudovaná v roce 2001 firmou Eurotel, která je provozovaná obcí jako rozhledna.

## Místní části
- Vavřinec
- Veselice
- Suchdol
- Nové Dvory
- Punkevní žleb

## Přírodní poměry
Západně od obce pramení potok Sloupečník.
Většina katastru obce se nachází v chráněné krajinné oblasti Moravský kras.

## Fotogalerie

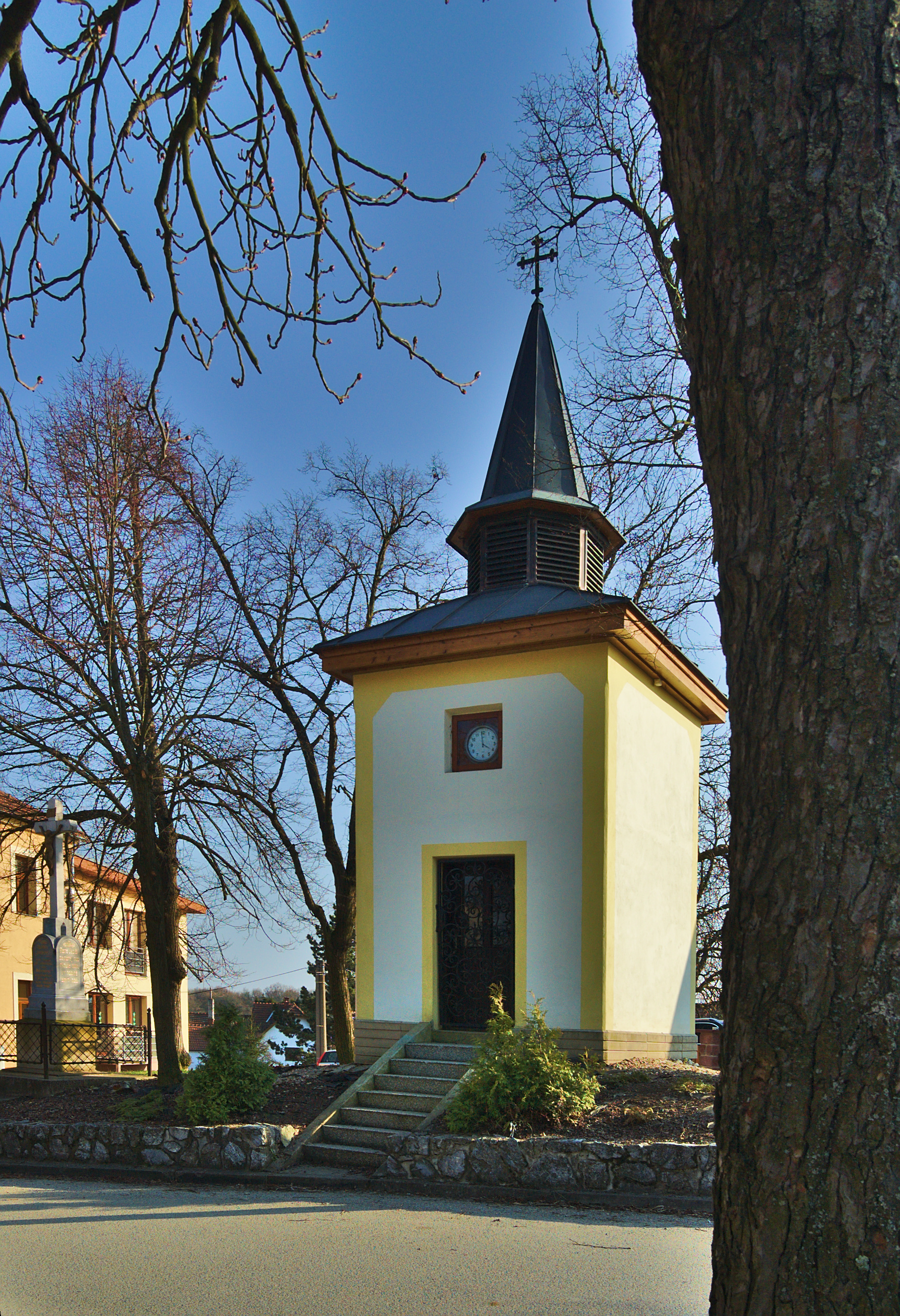
Kaple na návsi
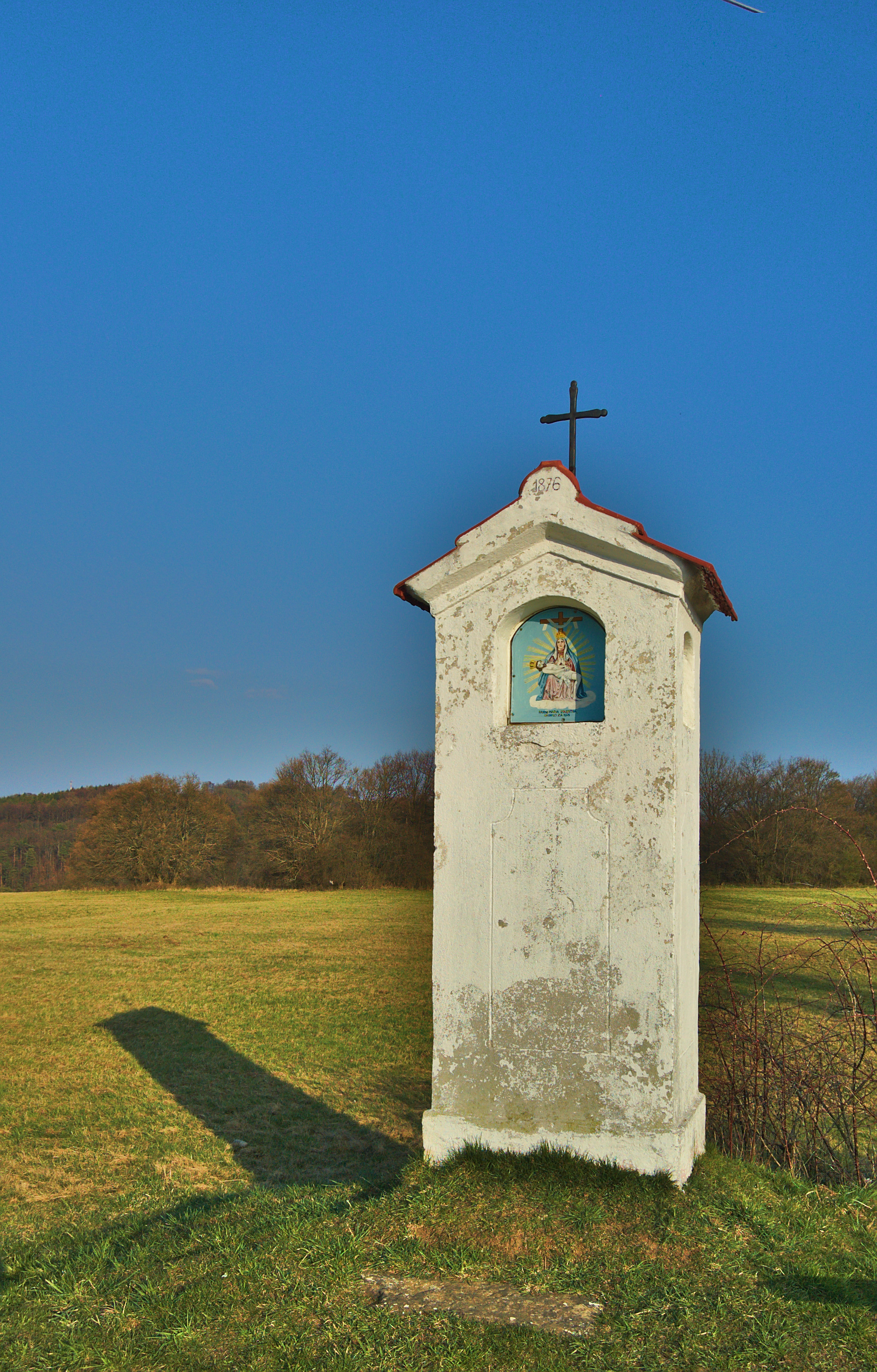
Boží muka východně od obce u modré turistické trasy do Sloupu
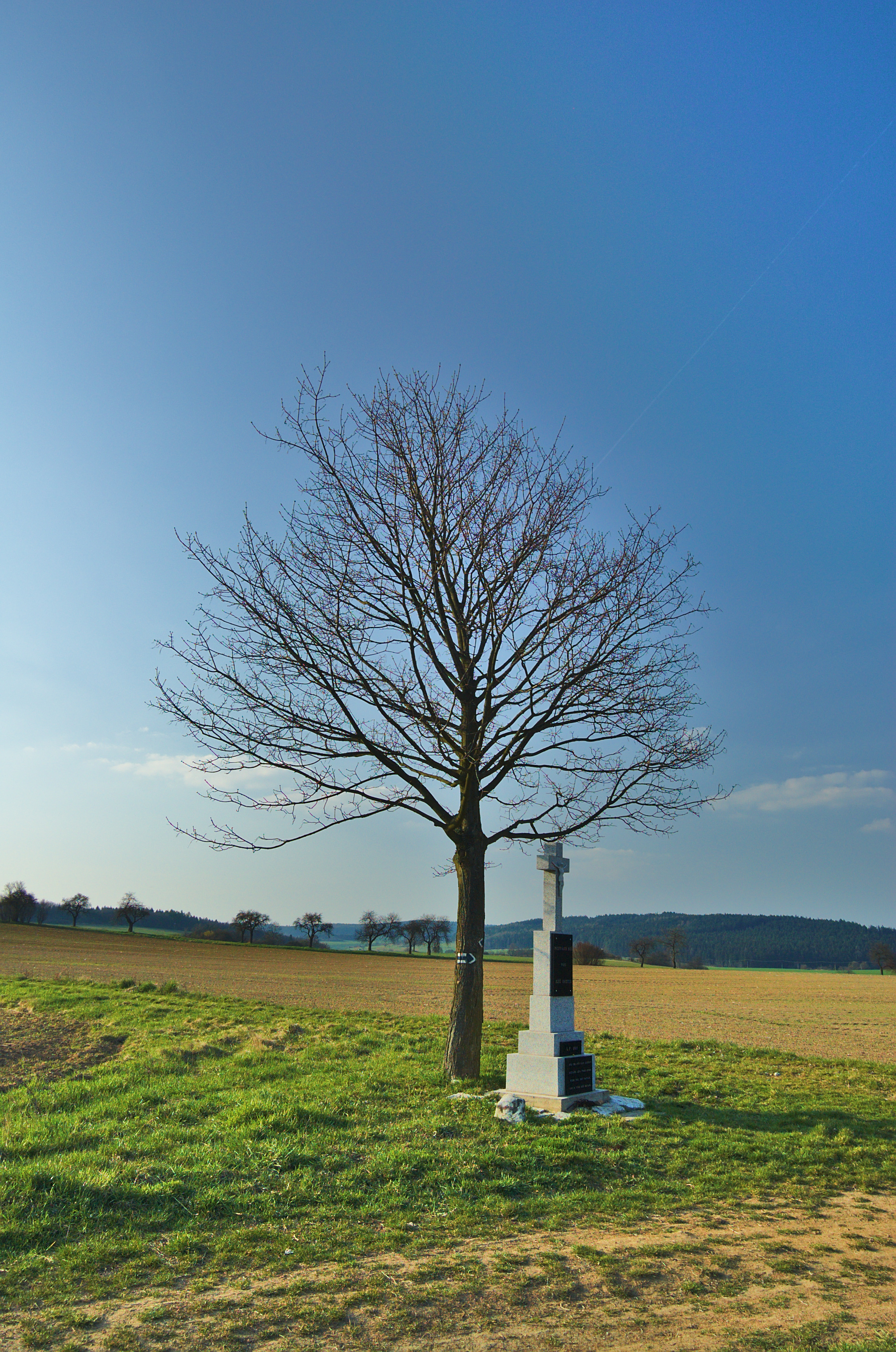
Kříž východně od obce u modré turistické trasy do Sloupu
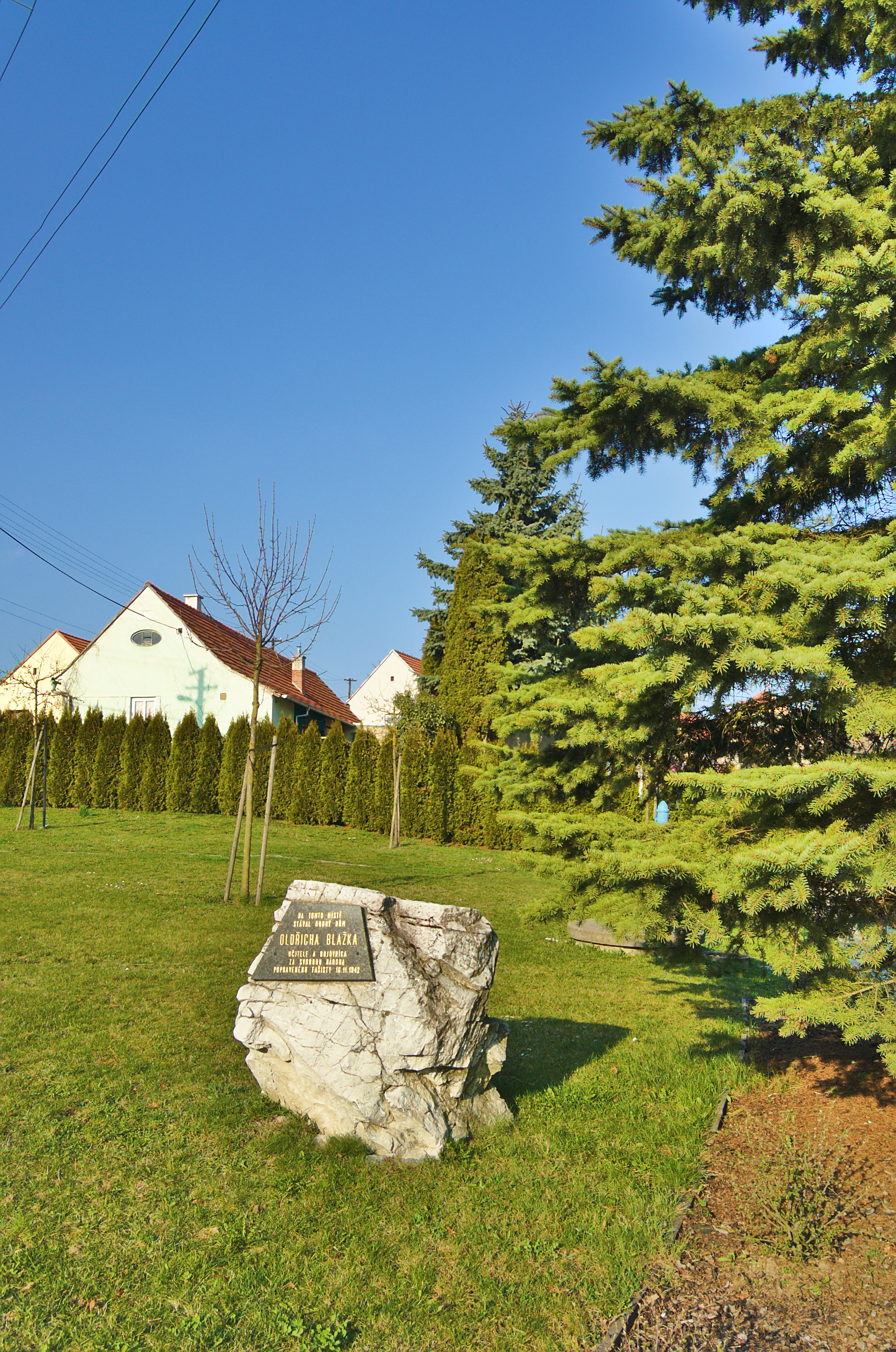
Pomník Oldřichu Blažkovi
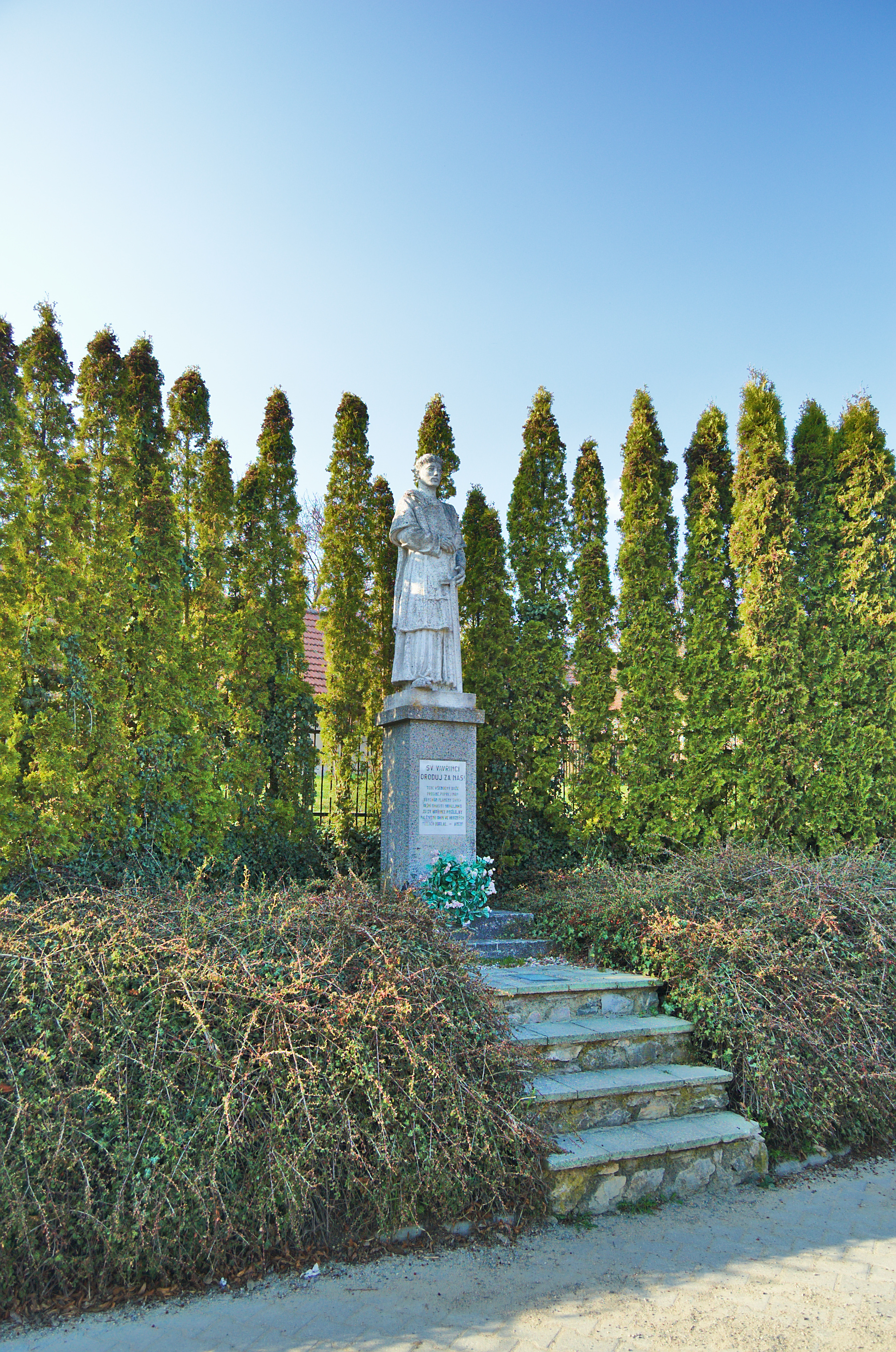
Socha svatého Vavřince
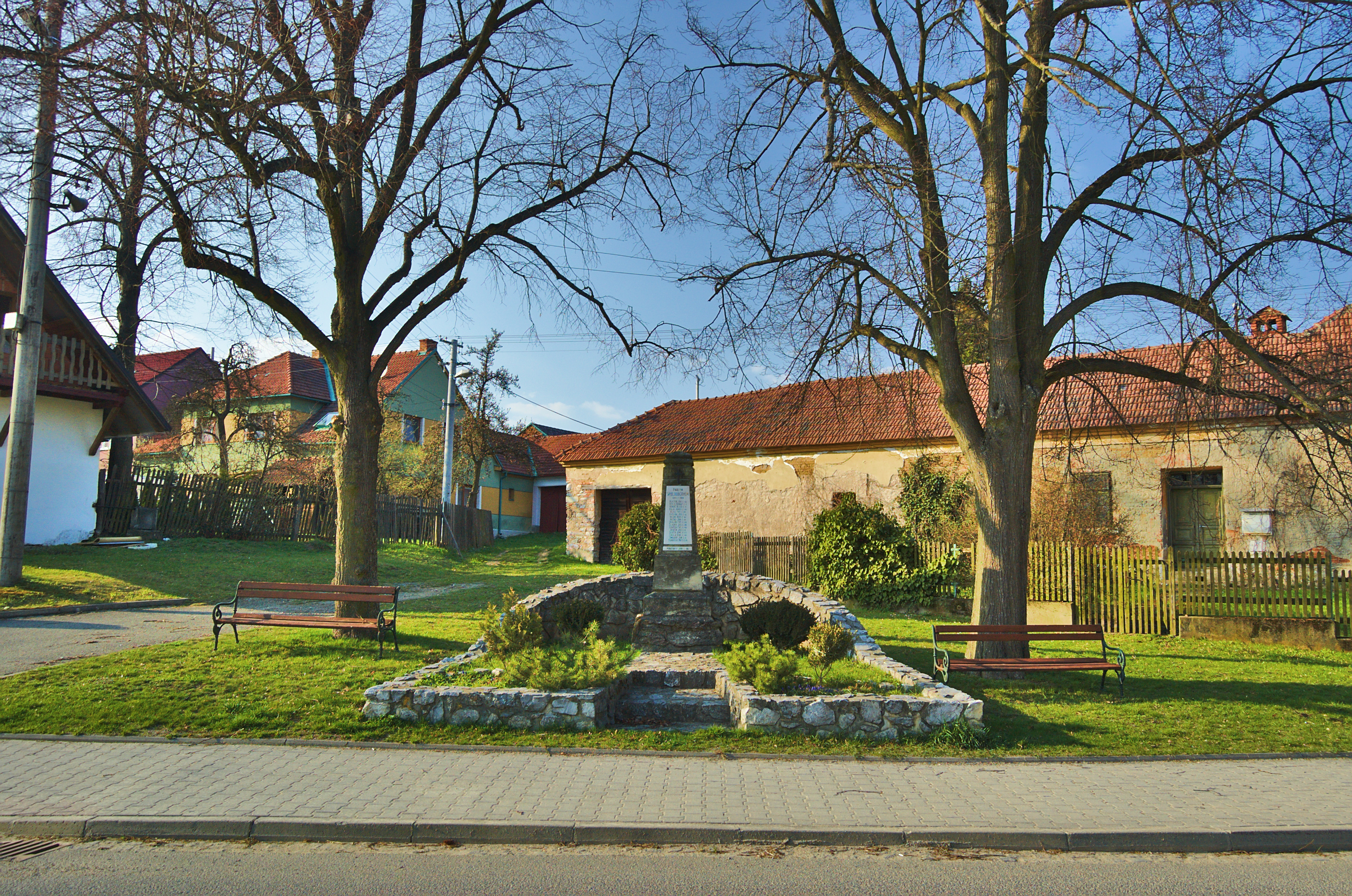
Pomník obětem světových válek
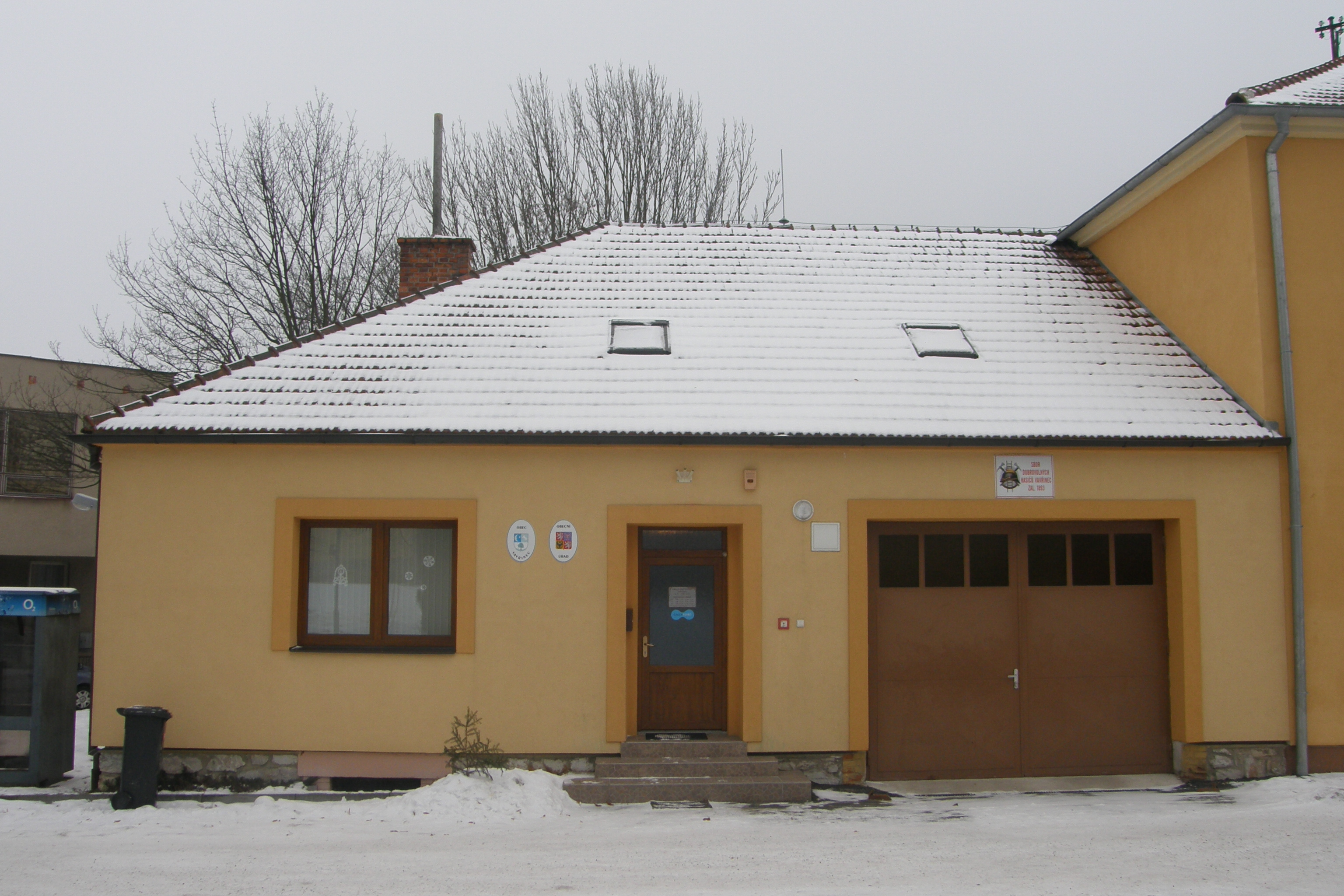
Obecní úřad a požární zbrojnice
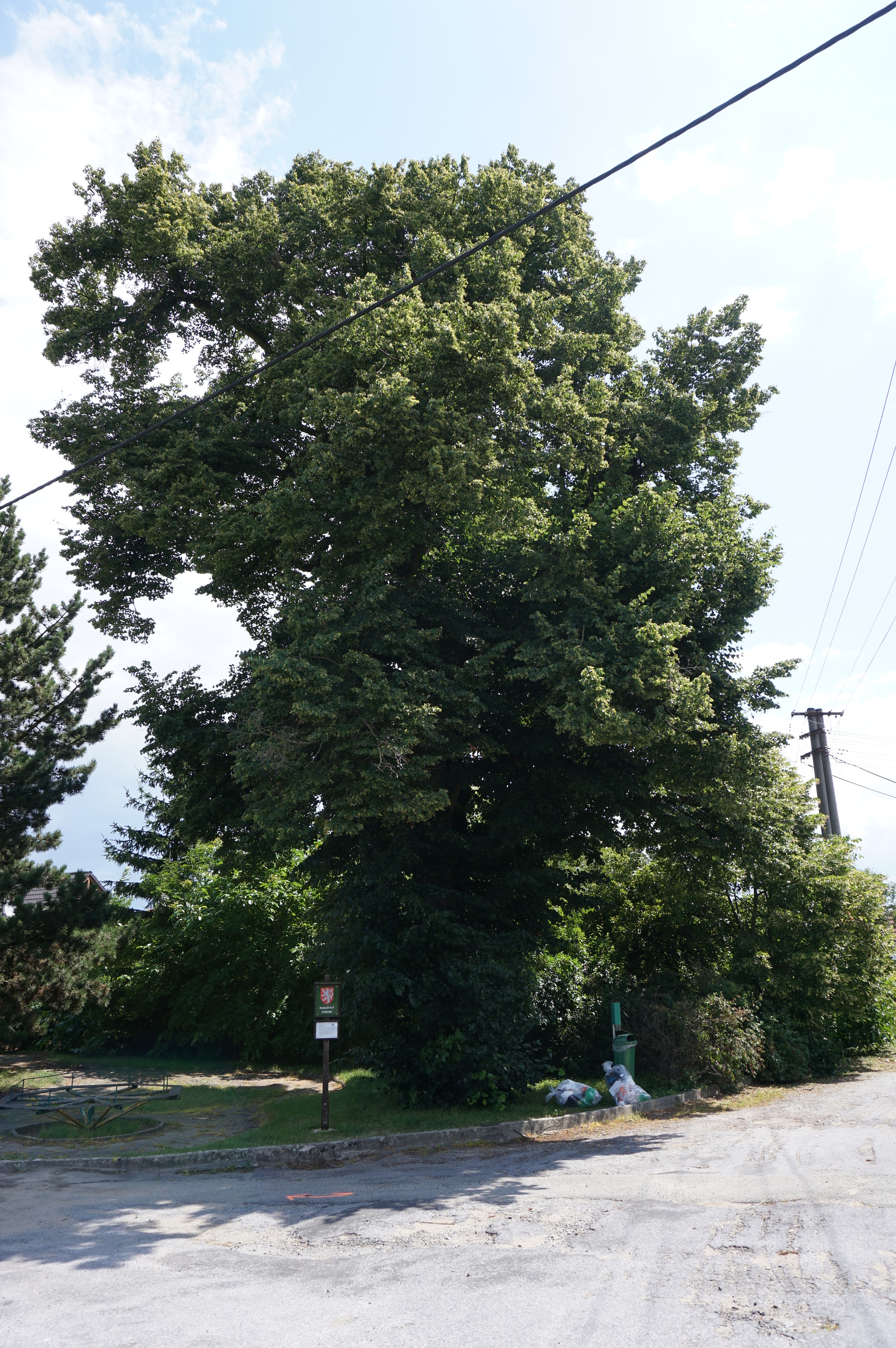
Památný strom Vavřinecká lípa
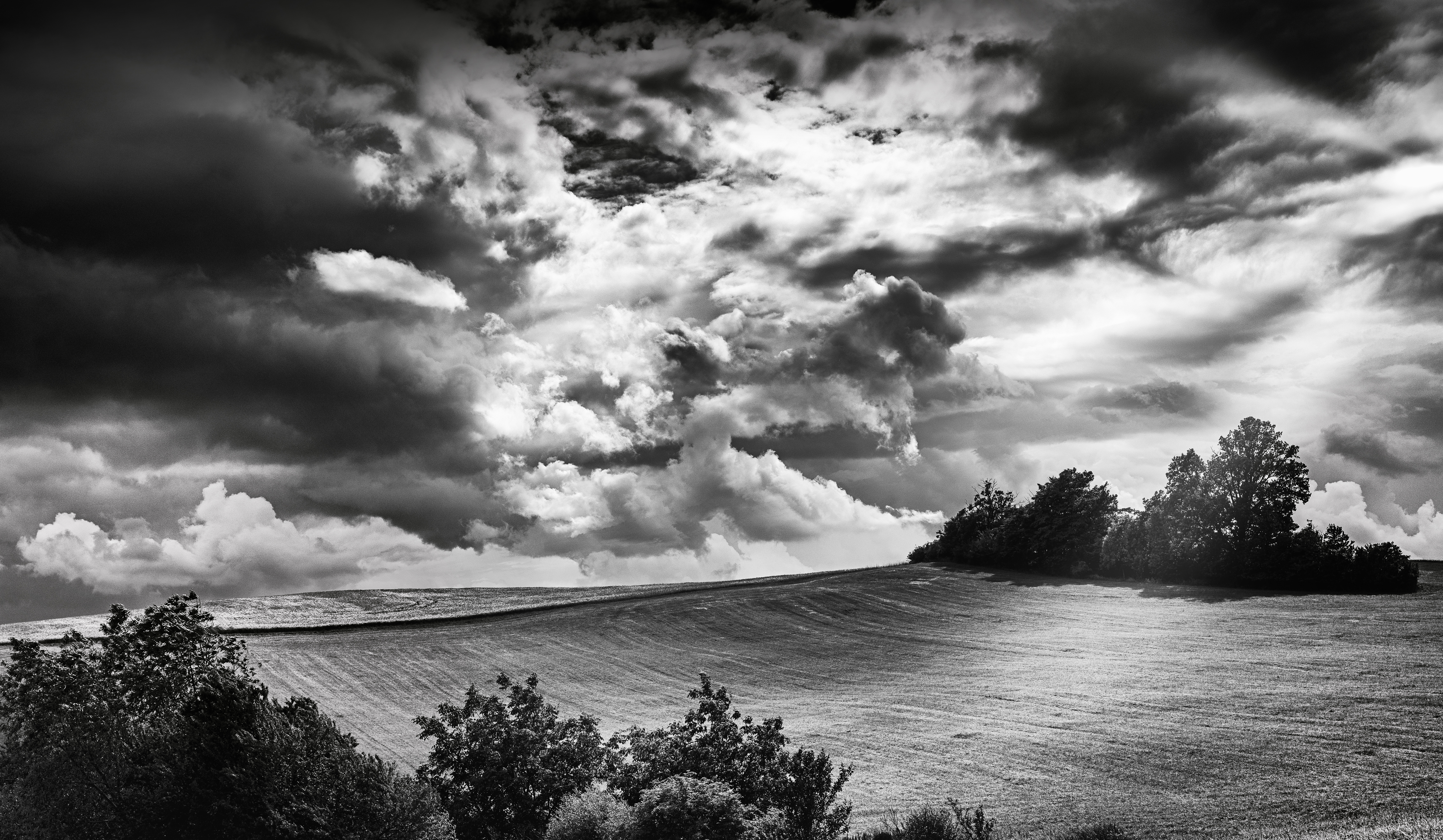
Vavřinecká plošina - pohled od Vavřince k Suchdolu